# یوژفا لدوگ
یوژفا لدوگ (انگلیسی: Józefa Ledwig؛ زادهٔ ۱۸ آوریل ۱۹۳۵) بازیکن والیبال اهل لهستان است.